# Amélia da Lomba
Maria Amélia Gomes Barros da Lomba do Amaral, được gọi là Amélia da Lomba hoặc Amélia Dalomba (sinh ngày 23 tháng 11 năm 1961 tại Cabinda) là một nhà văn và nhà báo người Angola. Bà cũng từng là Tổng thư ký của Missão Internacionalista Angolana. De Lomba được trao giải thưởng Medalha da Ordem do Vulcão năm 2005.

## Tiểu sử
Bà tốt nghiệp ngành Tâm lý học ở Moskva, Nga. Quay trở lại Angola, bà làm việc như một nhà báo, làm việc cho các báo chí Emissora Provincial de Cabinda, đài Rádio Nacional de Angola, và Jornal de Angola ở Luanda. Theo Luís Kandjimbo, da Lomba thuộc về một nhóm các nhà văn nữ hiện đại ở Angola như Ana Paula Tavares, Ana de Santana và Lisa Castel, mà ông gọi là "Thế hệ không chắc chắn" ("Geração das Incertezas"), những nhà văn thường hiển thị nỗi đau khổ và u sầu trong tác phẩm của họ, thể hiện sự thất vọng với các điều kiện chính trị và xã hội trong nước. Các tác phẩm của bà bao gồm Ânsia (1995), Sacrossanto Refúgio (c.1995) [1] và Noites ditas à chuva (Những bài phát biểu của Night to Rain, 2005), một cuốn sách thơ được UEA xuất bản. Thơ của bà được bao gồm trong tuyển tập và sách như Antologia da Poesia Feminina dos Palop (1998), Antologia làm Mar na Poesia Africana de Língua Portuguesa do Século XX (2000), và Antologia O Amor tem Asas de Ouro. [3] Da Lomba là thành viên của Liên minh Nhà văn Angola (União dos Escritores Angolanos; UEA).
Ngoài những bài thơ và bài báo đã xuất bản của mình, bà đã thu âm đĩa CD của lời bài hát và âm nhạc Angola. Da Lomba cũng từng là thư ký của Missão Internacionalista Angolana. Lomba được Tổng thống Cabo Verde trao Huân chương da trắng (Order of Vulcan) vào năm 2005 và là người duy nhất không phải là người Cape Verde được trao huân chương này cho đến nay.